# Guy Moens
Pour les articles homonymes, voir Moens.
Guy Moens, né le 29 mars 1938 à Tirlemont est un homme politique belge flamand, membre de Sp.a.
Il est licencié en philologie germanique (KUL) et docteur en philosophie et lettres (philologie germanique) (Jury central); ancien professeur et ancien secrétaire provincial de mutualité. De 1975 à 1991, il fut membre du CA de la Vereniging Wetenschappelijk Onderwijs (Economische Hogeschool); de 1977-1979, conseiller de cabinet du vice-premier ministre et ministre de la Fonction publique; de 1979 à 1980, chef de cabinet adjoint du vice-premier ministre et ministre du Budget; de 1981 à 1987, membre du CA des Kempense Steenkolenmijnen (Houthalen) et de 1984 à 1991,  président du Postuniversitair Centrum Limburg. 

## Carrière politique
- 1985-2003 : sénateur élu direct
  - 1985-1995 : membre du Conseil flamand
  - 1995-1999 : vice-président du Sénat
  - 1999-2001 : président du Collège des questeurs du Sénat
  - 2001-2003 : questeur du Sénat
- 1989-2006 : conseiller communal à Tongres

## Distinctions
- Officier de l’ordre de Léopold (1999)